# 통치권
통치권(統治權, 영어: sovereign power)은 국가 권력에 의한 통치 작용이며, 치리권(治理權)이라고도 한다. 그것을 논(論)할 때 중요한 것은 권력 분립 이론(權力分立理論)과 통치 조직 또는 정부 형태에 관한 원리이다. 통치권의 주체는 국가이며, 그 권력은 주권자인 국민으로부터 연원한다. 권력 분립론은 본래 자유 민주주의적 기본 원리가 아니라 과거 전제 군주의 자의적(恣意的)인 권력 행사의 경험에서 도출된 정치 기술적인 원리로서 권력 분립을 어떠한 형태로 구성하고 여기에 국가 권력을 어떻게 분여(分與)하느냐에 따라 정부 형태는 갖가지 양태를 나타내게 된다.

## 권력 분립 이론
권력 분립 이론은 크게 자유주의적 3권 분립론과 국민 주권주의(國民主權主義)적 국가 권력 2분론(二分論)으로 나뉜다.
3권 분립론은 모든 국가 권력을 장악하고 있던 군주 권력을 약화시켜서 국민의 자유와 권리를 보장하고자 하는 데 그 목적을 두고 있다. 즉 권력을 분산시킴으로써 군주의 전제를 방지하는 자유주의 · 정치 기술적 원리로서, 더하여 그 수평적 분리의 균형을 보장하기 위하여 권력으로써 권력을 억제하는 ‘억제와 균형의 원칙’을 수반하였다. 입법권은 민선 의회(民選議會)에, 사법권은 독립된 법원(法院)에, 행정권을 정부에 부여하는 3권 분립론은 국민 주권 국가가 성립되자 그 대상이었던 군주 권력이 소멸함으로써 전기(轉機)를 맞게 되었다. 즉 과거 군주 권력의 입장에 놓인 행정부의 권력은 약화되고, 국민이 선출하는 의회(議會)가 우위에 서기 시작하였으나, 그 의회마저도 국민의 의사와 동떨어진 행동을 나타내기 시작하였으며, 더욱이 현대 국가의 간접 민주 정체(間接民主政體)는 국민의 의사 표현 기회가 상대적으로 축소되는 경향이 짙어졌다. 이와 같은 현상은 결국 국민의 기대와 신뢰가 행정부에서 입법부로, 다시 입법부에서 사법부로 옮겨지는 이론적 근거가 되었으며, 국가 권력을 모두 정부에 위임하고 단지 선거권만을 갖고 좌시하는 국민은 무기력하다는 것을 깨달은 국민은 ‘국가 기관으로서의 국민’이라는 국가 기관을 창설, 정부에 대립함으로써 국민 주권주의적 국가 권력 2분론을 도출시켰다.
2분론은 ‘국가 기관으로서의 국민’이 항상 정부를 감시하고, 예컨대 헌법 개정 권력의 주체로서 또는 주권자(국민)의 의사에 반(反)하는 국가 기관에 대한 소환권(召還權) 등을 통해 적극적이고 실질적인 주권 의사(主權意思)를 표시하고 행동한다는 것이다. 따라서 국가 권력을 제1차적으로 양분(兩分)하여 ‘국가 기관으로서의 국민’과 ‘정부’에 부여하고, 통치권을 부여받은 정부는 그 권한을 고전적(古典的) 3권 분립 이론으로 구체화하여 적당한 정부 형태를 구성한다. 그러므로 현대의 국민 주권국가에서의 국가 권력은 ‘국가 기관으로서의 국민,’ ‘입법부,’ ‘사법부,’ ‘행정부’의 4기관에 분장(分掌)된다.

## 정부 형태
정부 형태는 위에서 설명한 바와 같이 권력 분립 구조에 따라 여러 가지 양태를 나타내게 된다. 여기서 ‘정부’란 ‘행정부’만을 의미하는 것이 아니고 ‘입법 · 사법 · 행정’을 통괄하는 개념으로 통치 작용에 관한 국가 권력 구조, 곧 국가 기관을 통틀어 가리킨다. 각 국가의 역사적 · 정치적 · 사회적 특수성에 따라 크고 작은 차이가 있으나, 현대 국가의 정부 형태는 크게 대통령제와 의원 내각제(내각 책임제)로 나눌 수 있다.

### 대통령제
대통령제는 미국에서부터 비롯되었다. 독립 전쟁에서 승리한 후 새로운 국가 건설의 시작에서 미국인들은 국민의 자유 보장과 연방 국가의 이념을 유지하고자 ‘제한된 정부’를 상정(想定)하였으며, 여기에 로크와 몽테스키외의 권력 분립론의 영향을 받아 최초의 대통령제 정부를 조직하였으며, 더하여 3권의 분립과 협동 및 권력에 의한 권력의 견제를 헌법 규정화하였다. 이후 1791년 프랑스 헌법이 대통령제를 채택한 이래 중남미(中南美) 여러 나라와 아시아 · 아프리카 등지에서 주로 채용되었으나, 몇 국가를 제외하고는 제도의 변질로 이른바 신(新)대통령제가 등장하여 입헌 민주주의(立憲民主主義)의 파괴를 가져왔다.
대통령제의 제도적 내용은 국가마다 차이가 있으나 그 본질적은 내용은 다음과 같다.
- 대통령은 직접 선거로 선출되어 국민에 대해서만 책임을 지며 국회와 동등한 지위를 가진다.
- 국회 해산권을 갖지 않으며 국회로부터 불신임 결의를 받지 않는다. 단 국회는 탄핵 소추권(彈劾訴追權)을 갖되 그 절차상 엄격을 요(要)한다.
- 대통령은 행정권을 담당하는 행정부의 수반(首班)이다.
- 국회와 정부는 기능상 독립되어 있다. 즉 국무 위원의 국회의원 겸직 금지 등으로 대표되는데 이는 대통령제의 단점이기도 하다.
- 국회의 양원제(兩院制)와 부통령제(副統領制) 등이 주요 내용이다.

대통령제는 정국(政局)이 안정되어 국가 정책의 계속성이 보장되며, 국회 기능의 비정상화에 관계없이 견제와 소수 집단의 이익 보호가 가능하며, 국방 · 외교 등의 정책 수립 · 수행과 국가 비상사태 시의 유효적절한 대처가 가능하다는 등의 장점이 있는 반면, 독재(獨裁)의 위험성과 강력한 정치력의 부재(不在), 입법부와 행정부의 충돌 시 조정 기능의 미비 등의 단점도 있다.

### 의원 내각제
의원 내각제는 이론적인 정부 형태라기보다 의회 민주주의의 발상지인 영국에서 오랜 역사를 통해 얻어진 하나의 개념으로, 따라서 이 제도를 채택하고 있는 국가 사이에도 그 특수한 여건에 따라 그 내용은 갖가지이다. 그러므로 각 국가의 특수성은 차치하고 가장 보편적인 형태만을 추출하면 다음과 같다.
- 의원 내각제에서 군주나 대통령은 상징적인 존재에 불과하며, 행정을 담당하는 기관은 내각(內閣)이고 그 수반은 수상(首相)이다.
- 내각의 성립과 존속이 의회에 의존하고 수상은 다수 세력의 당수(黨首)로 의회에서 선출되므로 내각은 연대(連帶)하여 의회에만 책임을 진다.
- 의회는 내각에 대한 내각 불신임권(不信任決議權)을 가지며 내각은 의회 해산권(議會解散權)을 갖는다.
- 법적으로는 입법부(의회)와 행정부(내각)가 분리 · 독립되어 권력 분립적 평등과 균형을 이루고 있다는 것 등이다.

의원 내각제는 그 민주적 요구에 가장 적합하고 책임 정치를 시행할 수 있으며, 의회와 내각의 분쟁 시 신속한 해결과 조정이 용이하고 인재(人才) 등용이 쉽다는 등의 장점이 있으나, 정국의 불안정과 지도력의 부재, 의회 다수 세력의 폭정(暴政)의 위험과 의회의 정권 획득 투쟁 장소화의 우려 등의 단점도 있다.

### 그밖에 제도
이러한 각 제도의 특수성은 최근에 2원 정부제(二元政府制)와 절충형(折衷型) 정부 형태를 낳게 되었다. 2원 정부제란 헌법상 행정권이 대통령과 내각에 양분되어 있는 것으로 프랑스와 핀란드가 대표적이다. 절충형 정부 형태란 대통령제와 의원 내각제가 혼합된 형태로서 집행권(執行權)이 대통령과 내각에 헌법상 분권(分權)된 형식을 취한다. 대통령제에 의원 내각제적인 요소를 가미한 것과 그 반대의 형태인 것으로 나뉘는데, 대한민국의 제1 · 3 · 4 · 5공화국이 이에 속한다.